# Podział administracyjny Kościoła katolickiego w Maroku
Podział administracyjny Kościoła katolickiego w Maroku – w ramach Kościoła katolickiego w Maroku funkcjonują obecnie dwie archidiecezje, podległe bezpośrednio do Rzymu.
Jednostki administracyjne Kościoła katolickiego obrządku łacińskiego w Maroku:

## Diecezje bezpośrednio podległeStolicy Apostolskiej
- Archidiecezja Rabatu
- Archidiecezja Tangeru